# Лакомый кусок (фильм, 2026)
«Лакомый кусок» (англ. The Rip, дословно — «Конфискация» от слова ripping и его сокращённого варианта the rip из жаргона полиции Майами) — американский криминальный триллер, находящийся на этапе монтажно-тонировочного периода и являющийся продуктом совместного производства Мэтта Деймона и Бена Аффлека с их компанией Artists Equity. Деймон и Аффлек исполнили главные роли, а во второстепенных ролях снялись Саша Калле, Нестор Карбонелл, Каталина Сандино Морено, Кайл Чендлер, Скотт Эдкинс и Лина Эско. На должность режиссёра был нанят Джо Карнахан, который также написал сценарий совместно с Майклом Макгрэйлом. Выход в прокат состоится без кинотеатральных показов и исключительно в цифровом формате 16 января 2026 года на сервисе Netflix.

## Сюжет
Группа полицейских из Майами находят тайник, где спрятаны миллионы наличных денег. Об их находке узнают посторонние, что усиливает напряжение и взаимное недоверие.

## В ролях
- Мэтт Деймон
- Бен Аффлек
- Тейяна Тейлор
- Саша Калле
- Нестор Карбонелл
- Каталина Сандино Морено
- Кайл Чендлер
- Скотт Эдкинс
- Лина Эско

## Производство
В июне 2024 года стало известно, что Мэтт Деймон и Бен Аффлек исполнят главные роли и выступят продюсерами, а режиссёром и сценаристом станет Джо Карнахан. В следующем месяце права на дистрибуцию фильма приобрела компания Netflix. В октябре 2024 года стало известно, что в фильме также снимутся Тейяна Тейлор, Саша Калле, Нестор Карбонелл, Каталина Сандино Морено и Кайл Чендлер. В следующем месяце к актёрскому составу присоединились Скотт Эдкинс и Лина Эско.
Съёмки фильма начались в Лос-Анджелесе 3 октября 2024 года и завершились 11 декабря.